# Silberner Fußballschuh 1969

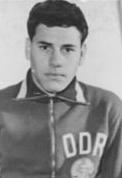
Eberhard Vogel, 1964

Mit dem Silbernen Fußballschuh 1969 wurde zum siebten Mal der DDR-Fußballer des Jahres ausgezeichnet. Die Redaktion der Zeitschrift Die neue Fußballwoche hatte eine Umfrage zur Wahl des besten Spielers der Saison 1968/69 durchgeführt, an der sich insgesamt 46 Sportredaktionen von Zeitschriften und Zeitungen der DDR beteiligten, die auf Tippscheinen die sechs besten Fußballer mit Punkten (zehn Punkte für den Favoriten, für die weiteren Plätze absteigend sieben, fünf, drei, zwei und einen Punkt) bewertet hatten. Die höchste Gesamtpunktzahl erreichte Eberhard Vogel, dem am Mittwoch, den 9. Juli 1969 im Rostocker Ostseestadion vor dem Länderspiel gegen die Vereinigte Arabische Republik der silberne Fußballschuh als Fußballer des Jahres vom Fuwo-Chefredakteur Klaus Schlegel überreicht wurde.

## Ergebnis
| Rang | Name                 | Verein                   | Punkte |
| ---- | -------------------- | ------------------------ | ------ |
| 01.  | Eberhard Vogel       | FC Karl-Marx-Stadt       | 378    |
| 02.  | Otto Fräßdorf        | FC Vorwärts Berlin       | 284    |
| 03.  | Klaus Urbanczyk      | HFC Chemie               | 143    |
| 04.  | Henning Frenzel      | 1. FC Lokomotive Leipzig | 140    |
| 05.  | Jürgen Croy          | BSG Sachsenring Zwickau  | 120    |
| 06.  | Roland Ducke         | FC Carl Zeiss Jena       | 032    |
| 07.  | Joachim Walter       | 1. FC Magdeburg          | 031    |
| 08.  | Klaus-Dieter Seehaus | F.C. Hansa Rostock       | 021    |
| 09.  | Bernd Bransch        | HFC Chemie               | 020    |
| 10.  | Jürgen Sparwasser    | 1. FC Magdeburg          | 019    |
| 11.  | Harald Irmscher      | FC Carl Zeiss Jena       | 009    |
| 11.  | Lothar Kurbjuweit    | BSG Stahl Riesa          | 009    |
| 13.  | Hans-Jürgen Kreische | SG Dynamo Dresden        | 008    |
| 13.  | Jürgen Nöldner       | FC Vorwärts Berlin       | 008    |
| 15.  | Bernd Dobermann      | BSG Chemie Leipzig       | 007    |
| 15.  | Gotthard Zölfl       | FC Karl-Marx-Stadt       | 007    |
| 17.  | Gerd Kostmann        | F.C. Hansa Rostock       | 005    |
| 17.  | Rainer Trölitzsch    | FC Rot-Weiß Erfurt       | 005    |
| 17.  | Peter Rock           | FC Carl Zeiss Jena       | 005    |
| 20.  | Manfred Walter       | BSG Chemie Leipzig       | 003    |
| 20.  | Helmut Stein         | FC Carl Zeiss Jena       | 003    |
| 20.  | Hans-Jürgen Dörner   | SG Dynamo Dresden        | 003    |
| 20.  | Dieter Stumpf        | BFC Dynamo               | 003    |
| 20.  | Gerhard Körner       | FC Vorwärts Berlin       | 003    |
| 20.  | Peter Ducke          | FC Carl Zeiss Jena       | 003    |
| 26.  | Erich Hamann         | FC Vorwärts Berlin       | 002    |
| 27.  | Herbert Pankau       | F.C. Hansa Rostock       | 001    |

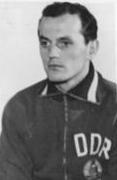
Otto Fräßdorf, 1964
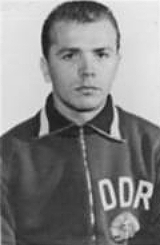
Klaus Urbanczyk, 1964
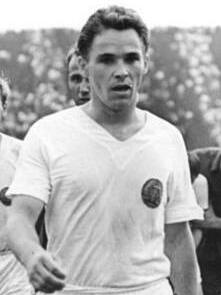
Henning Frenzel, 1966
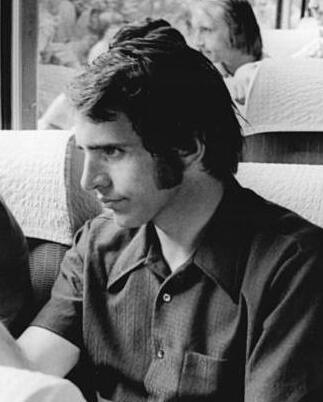
Jürgen Croy, 1974
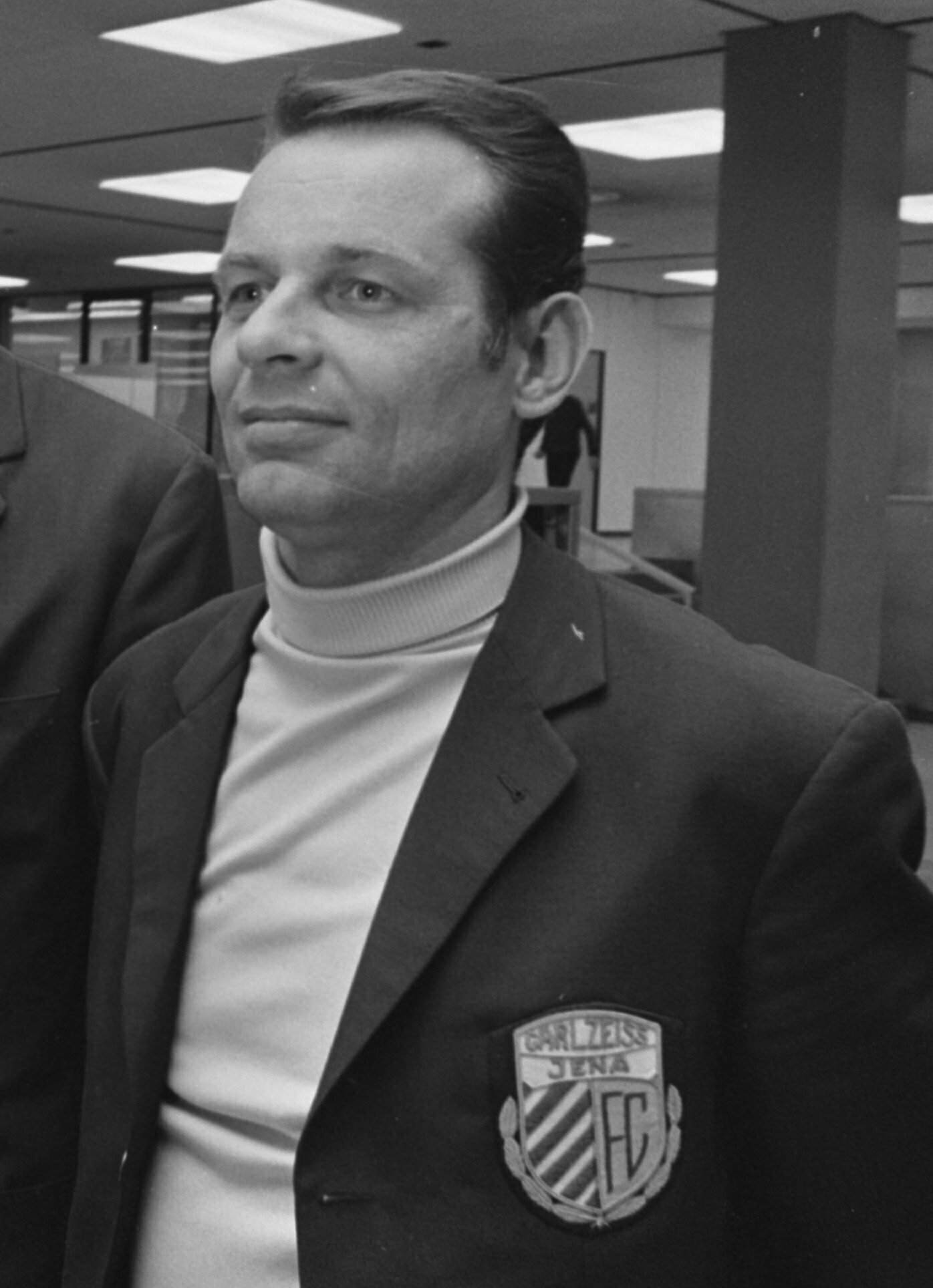
Roland Ducke, 1970
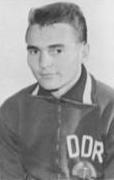
Klaus-Dieter Seehaus, 1964
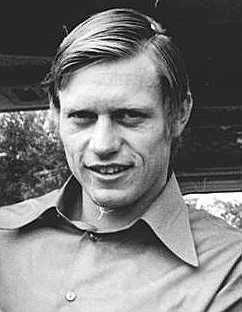
Bernd Bransch, 1974
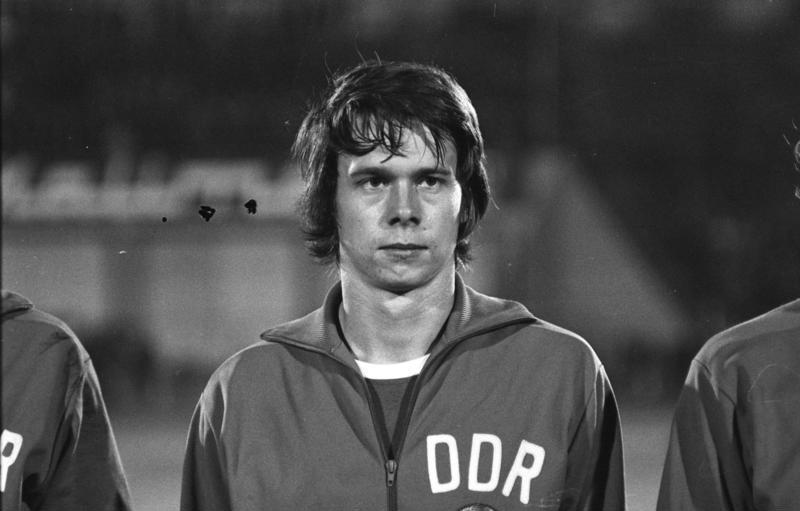
Jürgen Sparwasser, 1973